# Benito de Massérac
Benito de Massérac siglo VIII-845, Nantes), también conocido como Benito de Macerac, Benedicto de Macerac o Benedicto de Massérac, fue un abad griego, y ermitaño en Nantes, hoy Francia. Es venerado como santo por la Iglesia católica y su memoria litúrgica se celebra el 22 de octubre.

## Hagiografía
Benito nació en la Grecia Bizantina del siglo VIII.

### Vida religiosa
Benito fue abad en su natal Grecia, siendo el superior de un monasterio en Patras. Sin embargo abandonó su ciudad y se mudó a Nantes, donde llegó a ser un ermitaño reconocido.
En Nantes, Benito fundó un monasterio columbano donde tuvo muchos estudiantes a su cargo.
Falleció en el año 854, en Nantes.